# 金正日将軍の歌
「金正日将軍の歌」（キムジョンイルしょうぐんのうた、朝鮮語: 김정일장군의 노래）とは、朝鮮民主主義人民共和国（北朝鮮）の歌曲。同国の2代目最高指導者、金正日総書記を讃える歌である。

## 概説
「金正日将軍の歌」は1997年4月9日に労働新聞で発表された。作曲者は功勲国家合唱団創作課顧問のシン・ウンホ。
歌詞の内容は、金正日将軍を絶賛するもの。　歌詞は3番まである。1、2番が終わると間奏に入り、間奏が終わると3番が始まる。
金日成政権下より金正日は曲を作ったり著書を執筆・発表するなどして父自身の個人崇拝を形成する一助を担っていた。とりわけ有名な「金日成将軍の歌」は可能な限りどこでも演奏される。
金日成主席の死後、北朝鮮第2代最高指導者になった金正日は自分自身の崇拝を持つようになった。北朝鮮では日常的に演奏される。
北朝鮮の国営放送である朝鮮中央放送、朝鮮中央テレビ、国外同胞向けの平壌放送、国際放送の朝鮮の声放送では放送開始時に「愛国歌」や「金日成将軍の歌」と共に必ず演奏される。平壌FM放送や万寿台テレビのインターバル・シグナルにも使用されている。